# Ди Санто, Франко
Франко Матиас Ди Санто (исп. Franco Matías Di Santo; 7 апреля 1989, Мендоса) — аргентинский футболист, нападающий клуба «Универсидад Католика». Выступал в сборной Аргентины.

## Биография

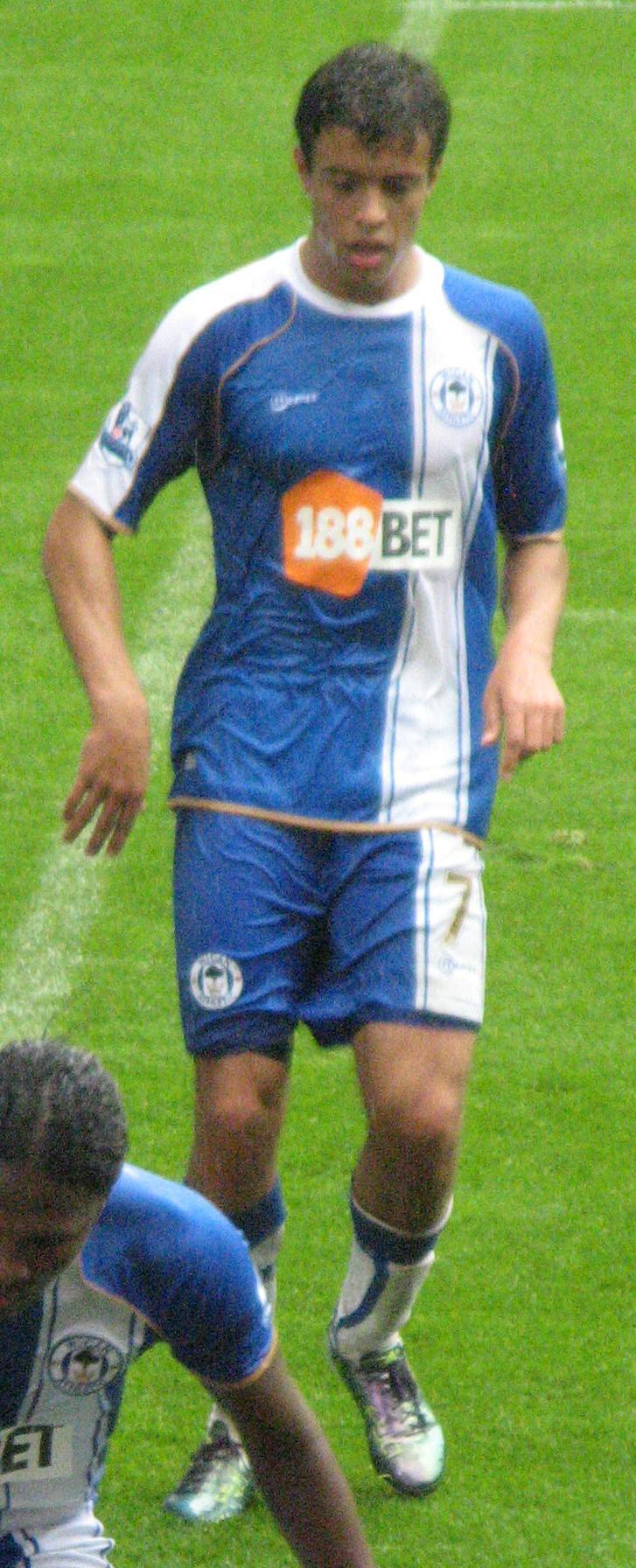
Ди Санто в составе «Уиган Атлетик»

### Клубная карьера
Франко начал свою карьеру в чилийском клубе «Аудакс Итальяно». В своем первом сезоне Ди Санто забил 26 голов в 76 матчах чемпионата и 1 гол в шести матчах Кубка Либертадорес. В следующем сезоне нападающий поразил ворота 12 раз в 17 матчах, чем привлек внимание многих европейских топ-клубов. 25 января 2008 года, контракт аргентинского нападающего выкупает лондонский «Челси».
Остаток сезона 2007/08 Франко провел выступая за резервную команду «Челси». 11 февраля 2008 года в своем дебютном матче за команду дублеров, против резервистов «Фулхэма» Ди Санто забил гол, сравняв счет в конце матча. Второй мяч аргентинец забил в поединке против резервистов «Рединга» 3 марта. 14 апреля 2012 года в лондонском дерби дублеров против «Тоттенхэма», Ди Санто делает хет-трик. В заключительном матче сезона резервистов против «Астон Виллы», нападающий забил гол, который стал для него 12 в восьми матчах.
Перед началом сезона 2008/09 Франко был переведен в первую команду и тренировался с ней. В составе Челси он полетел на предсезонный турнир в Китай. Ди Санто выбрал себе 36 номер. В матче против «Гуанчжоу Эвергранд» Ди Санто вышел на замену и забил третий гол, а команда победила 4:0. В поединке против «Чэнду Блейдс» аргентинец заменил Николя Анелька во втором тайме и спустя пять минут отметился забитым мячом.
31 августа 2008 году Ди Санто дебютировал в Премьер-лиге в матче против «Тоттенхэма», выйдя на замену в конце матча. Следующим появлением на поле для аргентинца стал матч Кубка английской лиги против «Портсмута» 24 сентября. В Лиге чемпионов Франко дебютировал в матче против «ЧФР Клуж», заменив на 70-й минуте Флорана Малуда. 3 января 2009 года Ди Санто дебютирует в Кубке Англии в домашнем матче против «Саутенд Юнайтед». В матче против «Сток Сити», Франко отметился голевым пасом на Жулиано Белетти. В течение сезона 2008/09 аргентинский нападающий провел 8 матчей, во всех выходя на замену. В предсезонном турнире World Football Challenge, против мексиканской «Америки», Ди Санто забивает гол и помогает своей команде победить, 2:0. Перед началом сезона 2009/10 для получения игровой практики, Франко отправляется в аренду в «Блэкберн».
3 августа 2009 года Франко присоединился к «Роверс». Срок его арендного соглашения истекал в феврале 2010 года, но присутствовала опция его продления ещё на полгода, до конца сезона 2009/10. 5 августа 2009 года Ди Санто дебютировал в новом клубе в матче против «Хиберниана». Он получает небольшую травму на тренировке. После восстановления, он принимает участие в поединке против «Астон Виллы». 18 октября 2009 года в матче против «Бернли» Франко забивает свой первый гол за «Блэкберн», а также помогает отличиться Дэвиду Данну. Благодаря своей полезной и уверенной игре, руководство клуба принимает решение о продлении срока аренды аргентинского нападающего до конца сезона. После продления соглашения Франко снижает к себе требования, тренер использует его в основном в качестве игрока замены, часто выпуская в самых концовках матчей.
31 августа 2010 года «Уиган» выкупает у «Челси» права на аргентинского нападающего за 2 000 000 фунтов. Ди Санто подписывает с «Атлетиком» трёхлетний контракт. 11 сентября в матче против «Сандерленда» Франко дебютирует за новый клуб выходя на замену. В следующем поединке против «Манчестер Сити» аргентинец выходит в основном составе. 23 апреля 2010 года в матче против «Сандерленда» Ди Санто забивает свой первый гол за «Уиган», который становится для него первым с 18 октября 2009 года.
В матче первого тура сезона 2011/12 против «Норвича» Франко реализовал пенальти и помог своей команде добиться ничьей 1:1. 27 августа 2011 года в матче против «Куинз Парк Рейнджерс» Ди Санто делает дубль и приносит «Уигану» победу 2:0. Спустя неделю, в матче против «Эвертона» аргентинец снова забивает, но на этот раз это не помогает его клубу уйти от поражения, 3:1. Свой четвёртый в сезоне гол Франко забивает в дополнительное время матча против «Сандерленда», спустя уже 6 минут после появления на поле, «Уиган» побеждает 2:1. 16 апреля Ди Санто поражает ворота «Арсенала» в гостевом противостоянии. 28 апреля забивает претендующему на попадание в зону Лиги чемпионов «Ньюкаслу», а последнем туре «Вулверхэмптону», помогая «Уигану» одержать сложную победу, 3:2.
Свой первый гол в сезоне 2012/13 Франко забивает дебютанту Премьер-лиги «Саутгемптону».
14 августа 2013 года Ди Санто подписал трёхлетний контракт с немецким «Вердером». 23 августа в матче против дортмундской «Боруссии» он дебютировал в Бундеслиге, заменив во втором тайме Марко Арнаутовича. 24 ноября в поединке против «Майнца» Франко забил свой первый гол за бременцев.
25 июля 2015 года Ди Санто перешёл в «Шальке 04», подписав контракт до 2019 года. Сумма трансфера составила 6 миллионов евро. 15 августа в матче против своего бывшего клуба «Вердера» он дебютировал за новую команду. 4 декабря в поединке против «Ганновера 96» Франко забил свой первый гол за «Шальке».

### Международная карьера
Ди Санто дебютировал в молодёжной сборной Аргентины в 2006 году. Свой первый гол за национальную команду Франко забил ворота сверстников из Франции.
В составе молодёжной сборной в 2007 году Ди Санто принимал участие в Молодёжном Чемпионате Южной Америки, где его команда дошла до финала, но уступила в финальном поединке бразильцам.
В 2009 Франко вновь был вызван в национальную команду для участия в молодёжном первенстве Южной Америки, но из-за травмы, полученной в играх за клуб, не смог принять участия в турнире.
14 ноября 2012 года в товарищеском матче против сборной Саудовской Аравии Франко дебютировал за сборную Аргентины.

## Достижения
«Челси»
- Обладатель Кубка Англии: 2009

«Уиган Атлетик»
- Обладатель Кубка Англии: 2012/13

## Статистика

### Клубная статистика
По состоянию на 6 августа 2019 года
| Выступление      | Выступление      | Выступление      | Лига | Лига | Кубки | Кубки | Еврокубки | Еврокубки | Остальные | Остальные | Итого | Итого |
| Клуб             | Лига             | Сезон            | Игры | Голы | Игры  | Голы  | Игры      | Голы      | Игры      | Голы      | Игры  | Голы  |
| ---------------- | ---------------- | ---------------- | ---- | ---- | ----- | ----- | --------- | --------- | --------- | --------- | ----- | ----- |
| Челси            | Премьер-лига     | 2008/09          | 8    | 0    | 5     | 0     | 3         | 0         | 0         | 0         | 16    | 0     |
| Челси            | Итого            | Итого            | 8    | 0    | 5     | 0     | 3         | 0         | 0         | 0         | 16    | 0     |
| Блэкберн Роверс→ | Премьер-лига     | 2009/10          | 22   | 1    | 2     | 0     | 0         | 0         | 0         | 0         | 24    | 1     |
| Блэкберн Роверс→ | Итого            | Итого            | 22   | 1    | 2     | 0     | 0         | 0         | 0         | 0         | 24    | 1     |
| Уиган Атлетик    | Премьер-лига     | 2010/11          | 25   | 1    | 4     | 0     | 0         | 0         | 0         | 0         | 29    | 1     |
| Уиган Атлетик    | Премьер-лига     | 2011/12          | 32   | 7    | 1     | 0     | 0         | 0         | 0         | 0         | 33    | 7     |
| Уиган Атлетик    | Премьер-лига     | 2012/13          | 35   | 5    | 0     | 0     | 0         | 0         | 0         | 0         | 35    | 5     |
| Уиган Атлетик    | Итого            | Итого            | 92   | 13   | 5     | 0     | 0         | 0         | 0         | 0         | 97    | 13    |
| Вердер           | Бундеслига       | 2013/2014        | 23   | 4    | 0     | 0     | 0         | 0         | 0         | 0         | 23    | 4     |
| Вердер           | Бундеслига       | 2014/2015        | 26   | 13   | 2     | 1     | 0         | 0         | 0         | 0         | 28    | 14    |
| Вердер           | Итого            | Итого            | 49   | 17   | 2     | 1     | 0         | 0         | 0         | 0         | 51    | 18    |
| Шальке 04        | Бундеслига       | 2015/2016        | 25   | 2    | 2     | 1     | 7         | 5         | 0         | 0         | 34    | 8     |
| Шальке 04        | Бундеслига       | 2016/2017        | 12   | 0    | 1     | 0     | 2         | 0         | 0         | 0         | 15    | 0     |
| Шальке 04        | Бундеслига       | 2017/2018        | 30   | 3    | 4     | 1     | 0         | 0         | 0         | 0         | 34    | 4     |
| Шальке 04        | Бундеслига       | 2018/2019        | 4    | 0    | 0     | 0     | 1         | 0         | 0         | 0         | 5     | 0     |
| Шальке 04        | Итого            | Итого            | 71   | 5    | 7     | 2     | 10        | 5         | 0         | 0         | 88    | 12    |
| Райо Вальекано   | Примера          | 2018/2019        | 6    | 0    | 0     | 0     | 0         | 0         | 0         | 0         | 6     | 0     |
| Райо Вальекано   | Итого            | Итого            | 6    | 0    | 0     | 0     | 0         | 0         | 0         | 0         | 6     | 0     |
| Атлетико Минейро | Серия А          | 2019             | 0    | 0    | 0     | 0     | 0         | 0         | 0         | 0         | 0     | 0     |
| Атлетико Минейро | Итого            | Итого            | 0    | 0    | 0     | 0     | 0         | 0         | 0         | 0         | 0     | 0     |
| Всего за карьеру | Всего за карьеру | Всего за карьеру | 248  | 36   | 21    | 3     | 13        | 5         | 0         | 0         | 282   | 44    |